# Laura Antonelli
Laura Antonelli, właśc. Laura Antonaz (ur. 28 listopada 1941 w Puli, zm. 22 czerwca 2015 w Ladispoli) – włoska aktorka filmowa.
Szczyt sukcesu osiągnął w latach 70. i 80., grając w różnych gatunkach filmowych, od lekkiej komedii erotycznej po dramat, od kina eskapistycznego po filmy artystyczne. Rozgłos i sukces zyskała jako zmysłowa bohaterka kultowego filmu Obsesja (Malizia, 1973). 

## Życiorys
Urodziła się w Poli w królestwie Włoch (obecnie Pula w Chorwacji) jako córka Giocondy Bresciani i Mario Antonaza Po II wojnie światowej wraz z rodziną przeniosła się do Neapolu, gdzie ukończyła szkołę wychowania fizycznego. Po przeprowadzce do Rzymu, przez krótki czas pracowała jako nauczycielka gimnastyki w liceum artystycznym przy via di Ripetta i podjęła pracę jako modelka. 
Po występie w reklamie telewizyjnej Coca–Coli, w 1957 wzięła udział w telewizyjnym programie Rai 1 Karuzela (Carosello). Pozowała także do licznych fotopowieści, popularnych także za granicą. Wkrótce trafiła na kinowy ekran w komediodramacie Wspaniały rogacz (Il magnifico cornuto, 1964) jako gość z fryzurą w kształcie ula przy Artusisie (Ugo Tognazzi) z Claudią Cardinale, komedii romantycznej Szesnastolatkowie (Le sedicenni, 1965) z Carlo Giuffrè, komedii fantastycznonaukowej Mario Bavy Doktor Goldfoot i dziewczyny–bomby (Le spie vengono dal semifreddo, 1966) jako Rosanna (producent Samuel Z. Arkoff obwinił niepowodzenie filmu za to, że Antonelli odmówiła występu nago) u boku Vincenta Price’a w roli szalonego naukowca i komedii Alberto Sordiego Przepraszam, pan jest za czy przeciw? (Scusi, lei è favorevole o contrario?, 1966) jako Piera Conforti. 
Najczęściej obsadzano ją w rolach, które wymagały od niej ukazania na ekranie warunków fizycznych  w komediach i filmach erotycznych. Nadano jej tytuł „gwiazdy, która się najchętniej rozbiera” po występie w dramacie Rewolucja seksualna (La rivoluzione sessuale, 1968) jako Liliana, komedii kryminalnej Archanioł (L’arcangelo, 1969) w roli Eleny z Vittorio Gassmanem i adaptacji powieści erotycznej Leopolda von Sacher–Masocha Wenus w futrze (Le malizie di Venere, 1969) jako obsesyjnej Wanda von Dunajew.
W latach 70. była uważana za symbol seksu włoskiego i międzynarodowego filmu i wtedy osiągnęła największą popularność. W spaghetti westernie Vica Morrowa Człowiek zwany Młotem (A Man Called Sledge, 1970) zagrała postać prostytutki Rii, dziewczyny poszukiwanego bandyty (James Garner). Zagrała Martine Dupont, młodszą siostrę Mii Farrow w czarnej komedii Claude’a Chabrola Doktor Popaul (Docteur Popaul, 1972) z Jeanem-Paulem Belmondo. Za rolę markizy Eugenii Di Maquedy, sieroty wychowanej przez zakonnice, która w noc poślubną dowiaduje się, że jej mąż to jej brat w komedii erotycznej Luigiego Comenciniego Mój Boże, jak ja nisko upadłam! (Mio Dio, come sono caduta in basso!, 1974), nominowanej do Złotego Globu za najlepszy film nieanglojęzyczny, została uhonorowana włoskim Złotym Globem dla najlepszej aktorki. Przełomową kreacją była postać seksownej służącej Angeli w komedii erotycznej Obsesja (Malizia, 1973), za którą otrzymała włoski Złoty Glob i Srebrną Wstążkę, czyli nagrodę Włoskiego Stowarzyszenia Krytyków Filmowych dla najlepszej włoskiej aktorki. 
W ostatnim filmie Luchino Viscontiego Niewinne (L’innocente, 1976) na podstawie powieści Gabriele D’Annunzio została obsadzona w roli Tullio Hermil, żony bogatego Sycylijczyka (Giancarlo Giannini), zaniedbywanej na rzecz zaborczej kochanki (Jennifer O’Neill). W melodramacie Żona kochanka (Mogliamante, 1977) zagrała Antonię De Angelis, stłumioną żonę handlarza winem (Marcello Mastroianni), doświadczającą przebudzenia seksualnego. Wystąpiła w dramacie Ettore Scoli Miłosna pasja (Passione d’amore, 1981) jako Clara, komedii kryminalnej Carlo Vanziny Zdecydowanie moje (Viuuulentemente mia, 1982) w roli bogatej Anny Tassotti Maloni, uchylającej się od płacenia podatków, poszukiwanej przez policję i zmuszonej do ucieczki poza Włochy, komedii fantastycznonaukowej Kawałki życia (Tranches de vie, 1985) jako Monica Belli, dreszczowcu erotycznym Pułapka (La Gabbia, 1985) w roli popadającej w wieloletnią obsesję Marie Colbert na punkcie Michaela Parkera (Tony Musante), który nie może być jej, melodramacie Mauro Bologniniego Wenecjanka (La Venexiana, 1986) jako Angela u boku Jasona Connery’ego, komedii Sergio Corbucciego Rimini Rimini (1987) w roli zamożnej Noce Bovi, która wierzy, że jej mąż utonął i adaptacji sztuki Moliera Skąpiec – L’avaro (1990) jako Frosina z Alberto Sordim. Pracowała też przy włoskich produkcjach telewizyjnych, w tym jako Carmen Milkovič w miniserialu Canale 5 Julia na zawsze (Disperatamente Giulia, 1989) z Tahnee Welch i Fabio Testi.
Po raz ostatni na ekranie pojawiła się ponownie w roli Angeli, która wyszła za mąż za swojego pracodawcę w sequelu Obsesja II (Malizia 2000, 1991). Producenci filmu namówili Antonelli do kuracji odmładzającej i operacji plastycznej, która się nie udała i zniekształciła jej rysy twarzy, a Obsesja II okazała się kompletną klapą. 
Była na okładkach magazynów takich jak „Gente”, „Men” (grudzień 1968), „High Society” (w lutym 1980), „Playboy” (październik 1985), „Gente” i „Vanity Fair” (lipiec 2015).
Była krótko żoną włoskiego wydawcy Enrico Piacentiniego. W latach 1972–1980 była związana z Jeanem-Paulem Belmondo.
W kwietniu 1991 została aresztowana przez karabinierów za posiadanie 30 gramów kokainy. Aktorka została wówczas skazana na trzy i pół roku więzienia. Uniewinniono ją dopiero po dziewięciu latach, gdy sąd apelacyjny uznał, że nie była dilerem narkotyków, a jedynie konsumentem. Załamała się jednak psychicznie i na pewien okres trafiła do zakładu zamkniętego. Po powrocie wycofała się z życia publicznego. Powodem zakończenia kariery była także nieudana operacja plastyczna, która  zniekształciła jej rysy twarzy.
Ostatnie lata życia spędziła w nędzy i zapomnieniu. Zmarła 22 czerwca 2015 w Ladispoli w wieku 73 lat na zawał serca.

## Nagrody i nominacje
| Rok  | Nagroda            | Kategoria                      | Film          | Rezultat |
| ---- | ------------------ | ------------------------------ | ------------- | -------- |
| 1973 | David di Donatello | Najlepsza aktorka              | Obsesja       | Wygrana  |
| 1974 | Złoty Glob         | Najlepsza debiutująca aktorka  | Obsesja       | Wygrana  |
| 1974 | Srebrna Taśma      | Najlepsza aktorka              | Obsesja       | Wygrana  |
| 1974 | Złoty Puchar       | Najlepsza aktorka              | Obsesja       | Wygrana  |
| 1981 | David di Donatello | Najlepsza aktorka drugoplanowa | Miłosna pasja | Wygrana  |

## Wybrana filmografia
- 1969: Wenus w futrze (Le malizie di Venere) jako Wanda
- 1973: Obsesja (Malizia) jako Angela
- 1976: Niewinne (L'innocente) jako Giuliana Hermil
- 1981: Miłosna pasja (Passione d’amore) jako Clara